# Jean Cabut

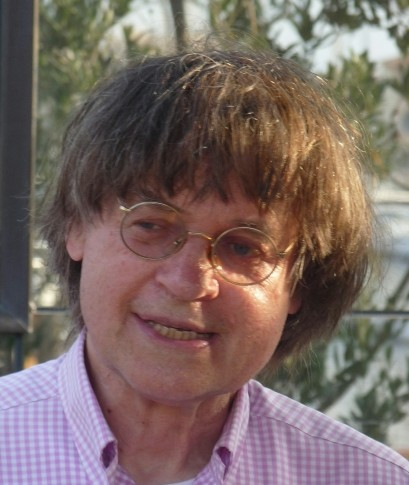
Cabu (2012)

Jean Cabut, Pseudonym Cabu (* 13. Januar 1938 in Châlons-en-Champagne; † 7. Januar 2015 in Paris), war ein französischer Comiczeichner, Cartoonist und Karikaturist. Er wurde bei dem Terroranschlag auf die Redaktion des Magazins Charlie Hebdo ermordet.

## Leben
Jean Cabut gewann im Alter von zwölf Jahren einen Wettbewerb der Wochenzeitung Cœurs vaillants, was ihm ein Fahrrad und die Veröffentlichung seiner Zeichnung einbrachte. Er fuhr mit dem Zeichnen fort und veröffentlichte seine ersten Illustrationen 1954 in der regionalen Tageszeitung l’Union de Reims. In Paris studierte Cabut Kunst an der École Estienne. Cabut arbeitete in dieser Zeit zudem für Jazz Hot (er illustrierte später auch die Jazz-Anthologie Cabu chez Nocturne und die Cover einiger Jazzplatten).
Seine Karriere wurde durch den Algerienkrieg behindert. Jean Cabut wurde zur Armee eingezogen und stellte für 27 Monate seine Fähigkeiten der Armeezeitung Le Bled (Das Hinterland) mit Sitz im algerischen Constantine zur Verfügung, für die auch Philippe Labro und Francis Veber zeichneten. Er veröffentlichte insbesondere die Serie La Fille du colonel (deutsch: Die Tochter des Oberst). Cabu wurde ein überzeugter antimilitaristischer Aktivist und pflegte eine anarchistische Vision der Gesellschaft, die er in seinen Zeichnungen umsetzte. Seine Figur des Adjutanten Kronenbourg wurde durch diese Zeit inspiriert. Cabu arbeitete während seiner Militärzeit auch für das Magazin Paris Match.
1960, nach Ende des Militärdienstes, zeichnete er immer für verschiedene Zeitungen, darunter l’Enragé; kurzlebige Veröffentlichungen druckten nur Karikaturen. Anschließend trat Cabu der Zeitschrift Hara-Kiri bei, die von François Cavanna und Georges Bernier (genannt „Professeur Choron“) gegründet wurde, wo er eine Umgebung fand, die mit seinen Ideen übereinstimmte, und wo er auf andere talentierte Zeichner wie Gébé, Fred, Wolinski oder Reiser traf.
Seit 1962 arbeitete Cabu auch beim Comicmagazin Pilote mit. Er war der erste von mehreren Künstlern, die von René Goscinny vom Hara-Kiri abgeworben worden waren und neue Themen und grafische Formen ins Pilote brachten. Ab 1964 schuf er hier den Comic Le Grand Duduche (deutsch: Der große Duduche) um einen ungeschickten Gymnasiasten, der durch Cabus Erinnerungen an seine Gymnasialzeit in Châlons inspiriert war und gegen autoritäre Strukturen und Kleinbürgerlichkeit aufbegehrt. Inhaltlich griff er damit der 68er-Bewegung vor. Später entstand im gleichen Magazin die Serie Beauf (deutsch: blöder Spießer, Dumpfbacke, eigentlich Schwager, vom französischen Wort beau-frêre). Cabu begann als Pressezeichner zu arbeiten, für die Tageszeitung Paris Presse bis zu deren Einstellung und über den Ben-Barka-Prozess 1966 für Le Figaro. 1968 erhielt er den Crayon d’or (deutsch: Goldener Bleistift) für Pressezeichnungen, der ihm von Pierre Dac überreicht wurde. Im gleichen Jahr wurde er Mitglied der Zeichnergruppe des Wochenblattes Hara-Kiri Hebdo, eines Ablegers von Hara-Kiri, und nach dessen Verbot 1970 Zeichner bei Charlie Hebdo im Umfang von zwei Seiten pro Woche.
1972 verließ Cabu gemeinsam mit Jean-Marc Reiser Pilote, wegen Konflikten zwischen der künstlerischen Freiheit und den Zwängen einer an ein großes Publikum gerichteten Zeitschrift. Le Grand Duduche setzte er von da an in Charlie Hebdo fort. Cabu hatte großen Erfolg in den 1970er und 1980er Jahren und veröffentlichte zahlreiche Alben. 1979 publizierte er auch im Antikriegs-Journal der pazifistischen Union. Dann wandte er sich der politischen Karikatur zu und zeichnete ab 1982 für das neue Charlie Hebdo und für Le Canard enchaîné, wo er 1995 die Figur des Beauf aktualisierte. Von Jacqueline Joubert engagiert, trat Cabu ebenfalls in der Jugendsendung Récré A2 auf: Er fertigte Schnellzeichnungen an und war Teil der Animateure um die Moderatorin Dorothée.
1982 arbeitete Cabu für die drei französischen Fernsehsender FR3, Antenne 2 und TF1 – dort für die Sendung Droit de réponse (deutsch: Gegendarstellung) mit Moderator Michel Polac. Er veröffentlichte 1986 Le Nez de Dorothée (deutsch: Dorothées Nase), eine Auswahl seiner Zeichnungen für Récré A2. Sein Bekanntheitsgrad brachte ihm einen biografischen Artikel in der 1985er Ausgabe des Le Petit Robert des noms propres ein.
Jean Cabut wurde am 7. Januar 2015 bei dem Anschlag auf die Satirezeitschrift Charlie Hebdo getötet. Er wurde in Châlons-en-Champagne beigesetzt.
Cabut war der Vater des Sängers Mano Solo.

## Werk

### Comicalben
- Serie Le Grand Duduche:
  - Le grand Duduche – (1972), Dargaud
  - Il lui faudrait une bonne guerre !... – (1987), Dargaud
  - L’ennemi intérieur – (1973) éditions du Square et Dargaud
  - Le grand Duduche en vacances – (1974) éditions du Square
  - Passe ton bac, après on verra ! – (1980) éd. du Rond Point
  - Maraboud’ficelle, scénario de William Leymergie – (1980), Dargaud
  - À bas la mode ! – (1981), Dargaud
  - Le Grand Duduche et la fille du proviseur – (1982), Dargaud
- Le journal de Catherine – (1970) – éditions du Square
- Les aventures de madame Pompidou (1972) – éditions du Square – Gegenstand eines Prozess im Jahr 1973
- Mon beauf – (1976) éditions du Square
- Catherine saute au Paf – (1978) éditions du Square
- Inspecteur la bavure – (1981) Albin Michel
- Le nez de Dorothée -(1986) Flammarion
- Tonton 1er Roi de France – (1988) Pierre Belfond
- Le Gros blond avec sa chemise noire – (1988) Albin Michel
- Les Interdits de Cabu – (1989) Albin Michel
- À consommer avec modération – (1989) Albin Michel
- Mort aux vieux ! – (1989) Albin Michel
- Cabu au Canard Enchaîné – (1989) Albin Michel
- Tonton la-terreur – (1991) Albin Michel
- Adieu Tonton – (1992) Albin Michel
- Les Abrutis sont parmi nous – (1992) Albin Michel
- Responsables mais pas coupables ! – (1993) Albin Michel
- Secrets d’État – (1994) Albin Michel
- Les Aventures épatantes de Jacques Chirac – Albin Michel
- Vas-y Jospin ! – (1999) Albin Michel
- À gauche toute ! – (2000) Albin Michel
- C’est la faute à la société – (2008) 12 bis
- Mai 68, collectif – (2008) Michel Lafon
- Peut-on encore rire de tout – (2012) Cherche Midi
- L’intégrale beauf – (Oktober 2014) – Michel Lafon
- Dessins cruels – (2014) – Cherche Midi

### Sammelbände
- Élevons le débat, in Charlie Hebdo von 2009–2010 erschienene Zeichnungen, éditions Les Échappés
- Plus Belle la crise!, in Charlie Hebdo von 2008–2009 erschienene Zeichnungen, éditions Les Échappés
- Liberté Égalité Fraternité, in Charlie Hebdo von 2007–2008 erschienene Zeichnungen, éditions Les Échappés
- Les Brèves de Charlie Hebdo, éditions Les Échappés, 2008, 2009, 2010 (3 Bände) éditions Les Échappés

### Verschiedenes
- Ouvrez le Massacre mit Jean Marie Boëglin, Sagittaire, 1977. über die Landverletzungen in seiner Geburtsstadt Châlons-en-Champagne

## Ausstellungen
- 2006: Cabu et Paris, in der Umgebung des Hôtel de Ville in Paris
- 2006: Médiathèque Georges Pompidou in Châlons-en-Champagne
- 2008: Hommage au Grand Duduche in der Librairie Goscinny, Paris